# Grace és Frankie
A Grace és Frankie (eredeti cím: Grace & Frankie) amerikai streaming vígjátéksorozat, amelyet Marta Kauffman és Howard J. Morris készítettek a Netflix számára. A főszerepekben Jane Fonda és Lily Tomlin láthatóak, mint a két címadó főszereplő, akik barátsága eddig valótlannak tűnt, de a férjeik bejelentették, hogy szerelmesek egymásba, és összeházasodnak. A további szerepekben Sam Waterston, Martin Sheen, Brooklyn Decker, Ethan Embry, June Diane Raphael és Baron Vaughn láthatóak. A sorozat 2015. május 8-án mutatkozott be a Netflixen.
A kritikák eleinte vegyesek voltak, de a második évadtól kezdve egyre több pozitív visszajelzést kapott a sorozat.
2019. szeptember 4-én berendelték a hetedik, egyben utolsó évadot, amely 16 epizódból áll.
2020. március 12-én a koronavírus-járvány miatt leállt a forgatás. Jane Fonda egy interjúban elmondta, hogy 2021 januárjában folytatódik a forgatás. Ezután megint leállt a forgatás, majd 2021 júniusában folytatódott. A hetedik évad 2021. augusztus 13-án mutatkozott be, amikor megjelent az első négy epizód. A maradék 12 epizódot 2022-ben mutatták be.

## Cselekmény
A sorozat főszereplői Grace Hanson, egy csípős nyelvű, nyugdíjba vonult kozmetikum-mogul, és Frankie Bergstein, egy bolondos tanár, akiknek férjeik, Robert és Sol sikeres san diegói ügyvédek. Grace és Frankie élete gyökeresen megváltozik, amikor a férjeik bejelentik, hogy szerelmesek egymásba és elhagyják a feleségeiket. A nők, akik eddig különösebben nem kedvelték egymást, kénytelenek egymással élni, melynek során különféle kalandokba keverednek.

## Szereplők
Főszereplők
- Jane Fonda: Grace Hanson
- Lily Tomlin: Frances "Frankie" Bergstein
- Sam Waterston: Sol Bergstein
- Martin Sheen: Robert Hanson
- Brooklyn Decker: Mallory Hanson
- Ethan Embry: Coyote Bergstein
- June Diane Raphael: Brianna Hanson
- Baron Vaughn: Nwabudike "Bud" Bergstein

## Epizódok
| Évad | Évad | Epizódok | Eredeti sugárzás    | Eredeti sugárzás  | Eredeti adó |
| Évad | Évad | Epizódok | Évadpremier         | Évadfinálé        | Eredeti adó |
| ---- | ---- | -------- | ------------------- | ----------------- | ----------- |
|      | 1    | 13       | 2015. május 8.      | 2015. május 8.    |             |
|      | 2    | 13       | 2016. május 6.      | 2016. május 6.    |             |
|      | 3    | 13       | 2017. március 24.   | 2017. március 24. |             |
|      | 4    | 13       | 2018. január 19.    | 2018. január 19.  |             |
|      | 5    | 13       | 2019. január 18.    | 2019. január 18.  |             |
|      | 6    | 13       | 2020. január 15.    | 2020. január 15.  |             |
|      | 7    | 16       | 2021. augusztus 13. | 2022. április 29. |             |

## Fogadtatás
A sorozat első évadjáról nem voltak túl pozitívak a vélemények: a Rotten Tomatoes oldalán 57%-ot ért el, 40 kritika alapján, és 6.4 pontot szerzett a tízből. A Metacritic oldalán 58%-ot ért el, 27 kritika alapján.
A második évadtól kezdve viszont pozitívabb kritikákban részesült: a Rotten Tomatoes honlapján 91%-ot szerzett, 11 kritika alapján, és 7.34 pontot szerzett a tízből. AMetacritic oldalán 62%-os eredményt ért el, hat kritika alapján. A TVOvermind kritikusa, Jasef Wisener 4.5 ponttal értékelte az ötből.
A harmadik évad 100%-ot ért el a Rotten Tomatoes honlapján, 10 kritika alapján.
A negyedik évad szintén 100%-ot ért el a Rotten Tomatoes oldalán, két kritika alapján.
Az ötödik és
hatodik évadok szintén 100%-os értékelést értek el a Rotten Tomatoes oldalán.